# Abaddon (groupe)
Pour les articles homonymes, voir Abaddon.
Abaddon  est un groupe de punk hardcore polonais.

## Biographie

### Première période (1982–1987)
Le groupe est formé en 1982 à Bydgoszcz, par le chanteur Wolf, le guitariste Bernard « Benka » Szarafińskiego, le bassiste Tomasza « Lutka » Frosta et le batteur Tomasza « Perełkę » Dorna. Le groupe utilise d'abord utilisé le nom de Partyzantka Miejska. Ils changent ensuite de nom pour Abaddon et jouent devant un grand public au festiwalu w Jarocinie en 1983. Peu de temps après, Wolfa remplace Waldek « Kiki » Jędyczowski qui quittera le groupe. Avec cette formation, Abaddon joue jusqu'en 1987 dans les éditions suivantes du festiwalu w Jarocinie (1984-1985). En 1985, leur chanson Kto? apparait dans la compilation Fala. 
À cette époque, à l'un de leurs concerts, les musiciens font la rencontre de Petera Barbarića, journaliste au journal yougoslave Mladina. Barbaric invite le groupe à jouer en Yougoslavie. Au printemps et en été, Abaddon effectue une tournée de six concerts dans différentes villes (dont deux fois à Ljubljana, et une fois à Zagreb, Belgrade et Izola). Les membres louent ensuite un studio d'enregistrement à Ljubljana pour leur premier album intitulé Wet za wet, sorti en 1986 au label français New Wave Records. En Pologne, l'album n'est publié qu'en 1991, en parallèle à la compilation Jak punk to punk, qui comprend deux chansons issue de cette session (Wet za wet et Kto?). Le groupe se sépare en 1987. Tomasz Dorn continuera de jouer dès 1989 dans le groupe Variété, tandis que Tomasz Frost devient manager du groupe Rejestracja.

### Seconde période (2001–2005)
En 2001, Waldek « Kiki » Jędyczowski et Tomasz Dorn réactivent Abaddon avec de nouveaux musiciens : Robertem « Zwierzakiem » Dembczyńskim (guitare) et Władkiem Reflingiem (basse). Leur premier concert en douze ans se joue le 1er juin au club Wiatraczek de Bydgoszcz. Plus tard, le groupe tourne en Pologne avec Dezerter, jouant aussi à Berlin et Vienne. En août 2003, le groupe effectue une mini-tournée aux États-Unis, entre autres, jouant au CBGB de New York. En 2004, le deuxième album d'Abaddon, Godzina krzywd, est publié. En avril 2005, les musiciens reprennent leurs activités respectives et dissolvent de nouveau le groupe.

## Membres
- « Wolf » Mirosław Wolf (1963-2016)[4] – chant (1982–1984)
- « Benek » Bernard Szarafiński – guitare, chant (1982–1987)
- « Lutek » Tomasz Frost – basse (1982–1987)
- « Perełka » Tomasz Dorn – percussions (1982–1987, 2001–2005)
- « Kiki » Waldek Jędyczowski – chant (1984–1987, 2001–2005)
- « Zwierzak » Robert Dembczyński – guitare (2001–2005)
- Władysław Refling – basse (2001–2005)

## Discographie

### Albums studio
- 1986 :  Wet za wet - LP (New Wave Records), MC (Melissa Records), CD (Pop Noise)
- 2004 : Godzina krzywd – CD (Lou and Rocked Boys)

### Single
- 1996 : Walcz o swoją wolność (Bydłoszcz Records)
- 1996 : Nie do Poznania (HC PZPR Rercords)

### Apparitions
- 1985 : Fala (Polton) – chanson Kto?
- 1988 : Jak punk to punk (Tonpress) - chansons Wet za wet et Kto?
- 1998 : Był kiedyś Jarocin (GZG Rec.) - chansons Kukły et Kto?
- 2003 : Punks, Skins and Rude Boys NOW!!! vol. 8  (Jimmy Jazz Records) – chansons Zamknij się w sobie et Zostań bohaterem (promo CD)